# الفيلق التشيكوسلوفاكي

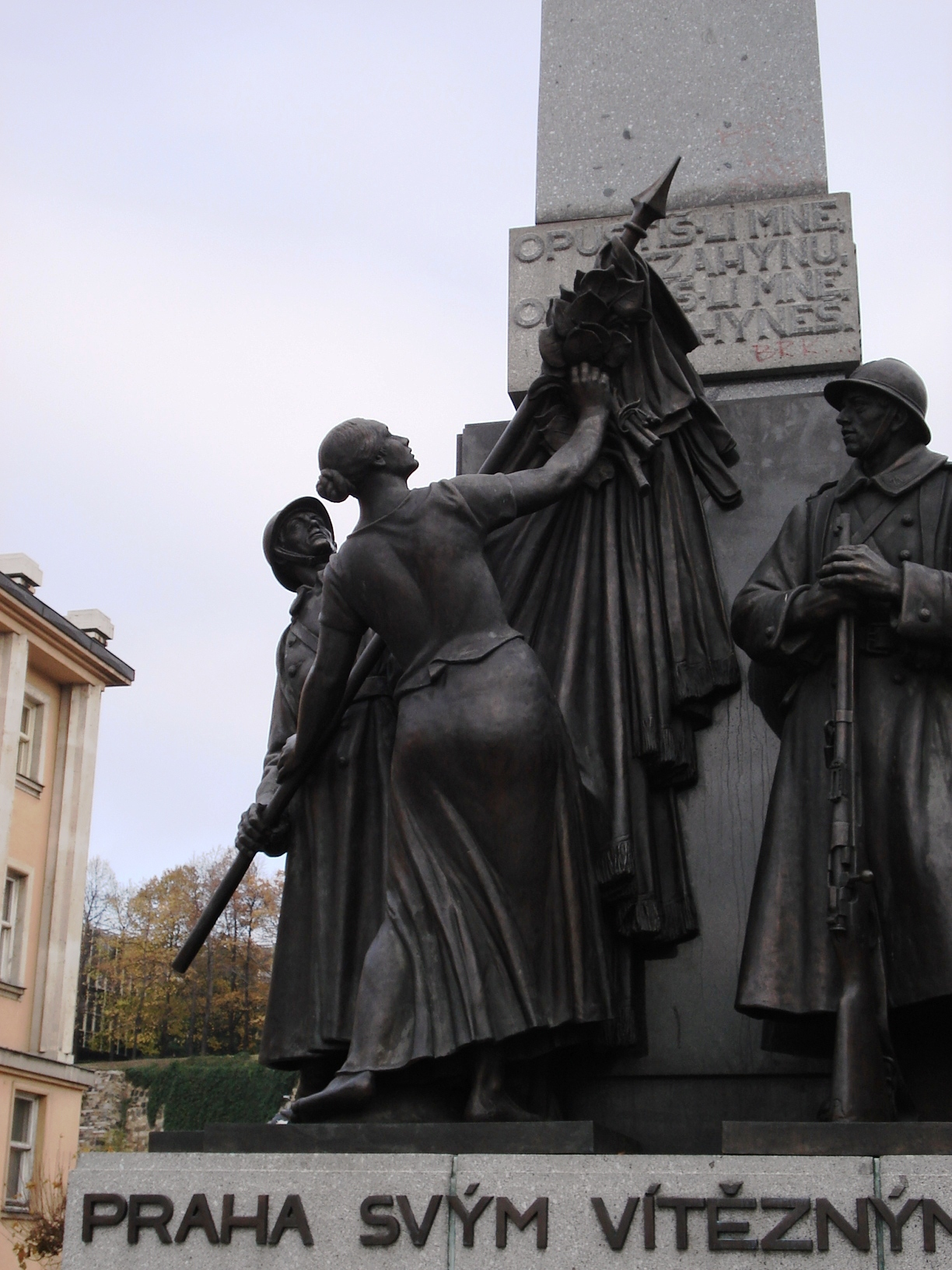
النصب التذكاري لجحافل الفيلق التشيكوسلوفاكي، في ميدان بالاتسكي، براغ.

الفيلق التشيكوسلوفاكي (Československé legie في التشيك، Československé légie في سلوفاكيا) هي قوات مسلحة من المتطوعين، تتكون في أغلبها من التشيك والسلوفاك، شاركت في القتال جنبا إلى جنب مع قوى الوفاق خلال الحرب العالمية الأولى. وكان هدفهم هو كسب تأييد الحلفاء من أجل استقلال بوهيميا ومورافيا من الإمبراطورية النمساوية والأراضي السلوفاكية من مملكة المجر ، والتي كانت آنذاك جزءا من الإمبراطورية النمساوية المجرية. وبمساعدة من المثقفين والسياسيين المهاجرين مثل توماس ماساريك وميلان راستيسلاف ستيفانيك، ونمت لتصبح قوة مكونة من عشرات الآلاف. وفي روسيا، شاركت القوات في عدة معارك من الحرب، بما في ذلك زبوروف و(Bakhmach)، وشاركوا بكثافة في الحرب الأهلية الروسية وفي محاربة البلاشفة، وفي بعض الأحيان تمكنوا من السيطرة على معظم سكة الحديد العابرة لسيبيريا وعدة مدن رئيسية في سيبيريا.